# Freestyler (singolo)
Freestyler è un singolo dei Bomfunk MC's pubblicato nel 1999. Il brano ha raggiunto la vetta delle classifiche di diversi paesi europei, dell'Australia, della Nuova Zelanda e della Turchia, oltre ad arrivare alla posizione numero due nel Regno Unito, dove è stato il singolo più venduto del 2000.
La base musicale è costituita da vari spezzoni strumentali provenienti da Let's Get Small dei Trouble Funk e da una raccolta di sample intitolata Interface Guitar prodotta da Zero-G.
Il brano è anche celebre per essere riuscito a sfuggire alla censura. La frase nel testo "So who the fuck is Alice, is she from Buckingham Palace?" (letteralmente: "Chi cazzo è Alice, viene da Buckingham Palace?"), che è un riferimento alla canzone Living Next Door to Alice del gruppo Smokie, è stranamente rimasta inalterata nelle trasmissioni di MTV.
Nel brano vengono fatti anche riferimenti alla canzone Karma Chameleon dei Culture Club, alla cantante Céline Dion e alla serie di film pornografici Debbie Does Dallas, Giochi maliziosi.

## Video musicale
Il video ufficiale è stato girato nel marzo 1999 nella stazione Hakaniemi della Metropolitana di Helsinki. Il protagonista del video è l'ex modello/musicista ed ora chef finlandese Marlo Snellman, che all'epoca aveva 15 anni.

### Versione 2019
Nel 2019, per festeggiare il ventennale del brano, gli autori hanno deciso di girarne un nuovo video. I protagonisti sono una giovane ragazza (la 16enne serba Milica Bajčetić) ed il suo smartphone di ultima generazione. Nel video compare il rapper del gruppo B.O. Dubb, che alla fine della canzone fa tornare nuovamente nel “passato” la protagonista. Il nuovo video è stato girato nella stazione della metropolitana di Vukov Spomenik a Belgrado ed è stato realizzato in collaborazione con un’azienda di telecomunicazioni belga, che ha deciso di promuovere in questo modo un suo nuovo dispositivo.

## Tracce
1. Freestyler (Radio Edit) - 2:51
2. Freestyler (Alternative Radio Edit) - 4:07
3. Freestyler (Happy Mickey Mouse Mix) - 5:30
4. Freestyler (Missing Link Remix) - 6:20
5. Freestyler (Patrick Kicken) - 4:08
6. Freestyler (licks mianus, JD.07) - 2:00

## Classifiche
| Paese             | Posizione più alta |
| ----------------- | ------------------ |
| Australia         | 1                  |
| Austria           | 1                  |
| Belgio (Fiandre)  | 1                  |
| Belgio (Vallonia) | 1                  |
| Finlandia         | 4                  |
| Francia           | 8                  |
| Germania          | 1                  |
| Grecia            | 1                  |
| Italia            | 1                  |
| Norvegia          | 2                  |
| Nuova Zelanda     | 1                  |
| Paesi Bassi       | 1                  |
| Portogallo        | 6                  |
| Romania           | 1                  |
| Regno Unito       | 1                  |
| Spagna            | 7                  |
| Svezia            | 1                  |
| Svizzera          | 1                  |

| Posizione | 05 | 03 | 03 | 03 | 03 | 01 | 01 | 01 | 01 | 02 | 02 | 02 | 05 | 05 | 05 | 05 | 07 | 07 | 13 | 16 | 21 | 19 | 27 | 32 | 41 | 41 |